# Tanaostigmodes coccophagus
Tanaostigmodes coccophagus är en stekelart som först beskrevs av Blanchard 1940.  Tanaostigmodes coccophagus ingår i släktet Tanaostigmodes och familjen Tanaostigmatidae. Inga underarter finns listade i Catalogue of Life.